# Rayon d'Einstein
 (mai 2013).
Le rayon d'Einstein est le rayon d'un anneau d'Einstein et un angle caractéristique pour les lentilles gravitationnelles en général, puisque les distances typiques entre les images de lentilles gravitationnelles sont du même ordre que celles du rayon d'Einstein.

## Formalisme

### Masse ponctuelle

Géométrie d'une lentille gravitationnelle

Dans la détermination suivante du rayon d'Einstein, il est supposé que toute la masse M de la "galaxie lentille" (L) est concentrée au centre de la galaxie.
Pour une masse ponctuelle (M), selon la métrique de Schwarzschild et pour un petit αb1, la déviation totale est donnée par :
{\displaystyle \alpha _{1}={\frac {4G}{c^{2}}}{\frac {M}{b_{1}}}}
où
b1 est le paramètre d'impact, i.e. la distance la plus courte d'approche du centre de masse pour un rayon de lumière,
G est la constante gravitationnelle,
c est la vitesse de la lumière.
Pour de petits angles et avec l'angle exprimé en radian, le point d'approche le plus court b1 à un angle θ1 pour la lentille L à une distance dL est donné par b1 = θ1dL. Avec ce résultat, l'angle α1 peut être réexprimé sous la forme : 
{\displaystyle \alpha _{1}(\theta _{1})={\frac {4G}{c^{2}}}{\frac {M}{\theta _{1}}}{\frac {1}{d_{\rm {L}}}}}   (eq. 1)
Si θS est l'angle sous lequel un observateur pourrait voir la source sans la lentille, et θ1 est l'angle observé de l'image de la source par rapport à la lentille, alors la distance verticale sous-tendue par l'angle θ1 à la distance dS est la même que la somme des deux distances verticales θS dS et α1 dLS. Cela donne l'équation de lentille
{\displaystyle \theta _{1}\;d_{\rm {S}}=\theta _{\rm {S}}\;d_{\rm {S}}+\alpha _{1}\;d_{\rm {LS}}}
qui peut être réécrite sous la forme :
{\displaystyle \alpha _{1}(\theta _{1})={\frac {d_{\rm {S}}}{d_{\rm {LS}}}}(\theta _{1}-\theta _{\rm {S}})}   (eq. 2)
En égalisant la première équation avec la deuxième, cela donne :
{\displaystyle \theta _{1}-\theta _{\rm {S}}={\frac {4G}{c^{2}}}\;{\frac {M}{\theta _{1}}}\;{\frac {d_{\rm {LS}}}{d_{\rm {S}}d_{\rm {L}}}}}
Pour une source située directement en arrière de la lentille, θS = 0, l'équation de lentille pour une masse ponctuelle donne la valeur caractéristique pour θ1 qui est appelée rayon d'Einstein, dénoté θE. En plaçant θS = 0 et en résolvant pour θ1 donne
{\displaystyle \theta _{E}=\left({\frac {4GM}{c^{2}}}\;{\frac {d_{\rm {LS}}}{d_{\rm {L}}d_{\rm {S}}}}\right)^{1/2}}
Le rayon d'Einstein pour une masse ponctuelle donne une échelle linéaire pratique pour rendre les variables lenticulaires sans dimension. En termes de rayon d'Einstein, l'équation de lentille devient :
{\displaystyle \theta _{1}=\theta _{\rm {S}}+{\frac {\theta _{E}^{2}}{\theta _{1}}}}
En remplaçant par les constantes, cela donne :
{\displaystyle \theta _{E}=\left({\frac {M}{10^{11.09}M_{\bigodot }}}\right)^{1/2}\left({\frac {d_{\rm {L}}d_{\rm {S}}/d_{\rm {LS}}}{\rm {Gpc}}}\right)^{-1/2}{\rm {arcsec}}}
Dans la dernière forme, la masse est exprimée en masses solaires (M☉) et la distance en giga-parsec (Gpc). Le rayon d'Einstein est ainsi à son maximum pour une lentille située à mi-chemin entre la source et l'observateur.
De la même manière, pour le rayon de lumière qui atteint l'observateur en passant par le bas de la lentille, nous avons 
{\displaystyle \theta _{2}\;d_{\rm {S}}=-\;\theta _{\rm {S}}\;d_{\rm {S}}+\alpha _{2}\;d_{\rm {LS}}}
et 
{\displaystyle \theta _{2}+\theta _{\rm {S}}={\frac {4G}{c^{2}}}\;{\frac {M}{\theta _{2}}}\;{\frac {d_{\rm {LS}}}{d_{\rm {S}}d_{\rm {L}}}}}
et donc
{\displaystyle \theta _{2}=-\;\theta _{\rm {S}}+{\frac {\theta _{E}^{2}}{\theta _{2}}}}

### Masse distribuée
La démonstration précédente peut être utilisée pour les lentilles qui ont une masse distribuée plutôt qu'une masse ponctuelle en utilisant une expression différente pour l'angle de courbure α. 
La position θI(θS) des images peut alors être calculée. Pour une petite déviation, cette cartographie est biunivoque et consiste en des distorsions des positions observées qui sont inversibles[évasif]. Ce phénomène est appelé une lentille gravitationnelle faible. Pour une grande déviation, il peut y avoir plusieurs images et la cartographie est non-inversible[évasif] : ce phénomène est appelé une lentille gravitationnelle forte.

### Exemples
Pour un amas dense ayant une masse Mc ≈ 10 × 1015 M☉ située à une distance d'un giga-parsec (1 Gpc), le rayon d'Einstein peut atteindre 100 arc-sec (appelé macro-lentille). 
Pour une microlentille gravitationnelle (avec une masse d'un ordre de 1 M☉) pour des distances galactiques (disons d ~ 3 kpc), le rayon d'Einstein typique serait de l'ordre de la milliseconde d’arc. En conséquence, il est très difficile d'en observer avec les limites instrumentales actuelles. 
Pour obtenir une répartition de masse comme celle d'un anneau d'Einstein, il faut qu'il y ait une symétrie axiale parfaite.